# Christophstraße (Heilbronn)
Die Christophstraße in Heilbronn ist eine Wohn- und Geschäftsstraße im Norden der Stadt. Die Straße war lange Zeit verkehrsungünstig gelegen und gilt als sozialer Brennpunkt. Das Quartier zwischen Christophstraße und Ellwanger Straße trägt umgangssprachlich die Bezeichnung Hawaii.

## Lage
Die Christophstraße erstreckt sich vom Sülmertor in nördlicher Richtung bis zu den Kleingärten am Sandweg. Sie folgt dabei parallel dem Verlauf der unmittelbar östlich der Straße verlaufenden Trasse der Frankenbahn. Aufgrund der angrenzenden Bahnlinie ist die Straße nur auf der Westseite bebaut.

## Geschichte
Die Christophstraße entstand mit dem Industriegebiet im Norden der Stadt und erhielt 1899 ihren Namen nach Herzog Christoph von Württemberg, nach dem auch der an der Straße befindliche Christophplatz benannt ist. Die älteste Bebauung der Straße, das Eckhaus an der Christophstraße 3, ist ein Weingärtnerhaus von 1876, das damals noch in Ortsrandlage und nahe der Weinberge erstellt wurde. Nach 1900 folgten Wohnhäuser in der Christophstraße und der von ihr abzweigenden Goppeltstraße. Die massive Industrialisierung und das sonstige Wachstum der Stadt ließen die Wohnbauten bald überwiegend von Industrieflächen umgeben sein. Direkt an der Christophstraße befanden sich die 1909 erbaute Schuhmaschinenfabrik Maier-Remshardt und die Sauerkonservenfabrik Manz.
Die Stadt hat das Wohnquartier an der Christophstraße schon früh zur Einrichtung von Notunterkünften und Sozialwohnungen genutzt. 1920 entstand westlich parallel zur Christophstraße die Ellwanger Straße, in der die Stadt mit den Baracken des früheren Offiziers-Gefangenenlagers in Ellwangen Notunterkünfte für Familien errichtete, die bald darauf mit weiteren einfachen Unterkünften ergänzt wurden.
Aufgrund der Bahnanlagen waren Christophstraße und Ellwanger Straße lange Zeit schlecht an die Heilbronner Innenstadt angebunden. Nach Westen hin bildet die Trasse der Frankenbahn ein Verkehrshindernis, am Südende der Christophstraße bildete am Sülmertor der Abzweig der Industrie- und Hafenbahn Heilbronn eine weitere Engstelle. Die Straßenanbindung erfolgte nur über Straßen durch das sich großflächig westlich erstreckende Industriegebiet (Weipertstraße, Brüggemannstraße).
2004 betrug der Ausländeranteil im Quartier 66,3 % und hatte damit den höchsten Wert unter allen Heilbronner Wohngebieten. 19,5 % der Einwohner bezogen Arbeitslosengeld II. Die schulpflichtigen Kinder des Quartiers besuchen mehrheitlich die Wartbergschule, die bis Ende der 1970er Jahre noch eine Vorzeigeschule in Sachen Berufsorientierung war, unter dem hohen Druck von Schülern aus zerrütteten Verhältnissen dann aber zur Brennpunktschule verkam. Seit den 1990er Jahren gibt es verstärkte sozialintegrative Bemühungen an der Schule, die dadurch wieder eine positive Entwicklung genommen hat. Gleichzeitig wirken sich die Maßnahmen zur Gewaltprävention und Sozialbetreuung auch positiv auf das Quartier aus.
Seit einiger Zeit widmen sich auch andere soziale Projekte dem Problemviertel, darunter das Projekt Wohnzeit des Heilbronner Stadttheaters im Jahr 2011 und eine evangelikale Gruppe, die 2013 bei einer ihrer regelmäßigen Putzaktionen in der Christophstraße einen deutlichen Rückgang der im Viertel herumliegenden Spritzen feststellen konnte.

## Bezeichnungen
In der Vorkriegszeit hieß das Gebiet „White Chapel“ in Anspielung an das Londoner Stadtviertel Whitechapel, der Heimat von Jack the Ripper. Seit der Nachkriegszeit trägt das Wohngebiet umgangssprachlich die Bezeichnung das „Hawaii-Viertel“ in Anspielung auf die südländische Hautfarbe der Bewohner. Abgeschieden von Verkehr und öffentlicher Wahrnehmung sowie bedingt durch die Einrichtung von Sozialwohnungen und Notunterkünften hat sich das Quartier zwischen Christophstraße und Ellwanger Straße zu einem sozialen Brennpunkt entwickelt, mit offener Drogenszene und der damit verbundenen Kriminalität. Umgangssprachlich hieß das Quartier Hawaii und blieb lange Zeit nahezu sich selbst überlassen. Im November 1989 fand eine große Polizeiaktion gegen die Drogenszene im Hawaii statt, in der Folgezeit gehörten Razzien zum Alltag. Das Heilbronner Hawaii-Viertel ist Synonym für ein „Viertel voller Drogen und Kriminalität“. Es steht für die Zeit, als die „Gegend ein Problemviertel“ und „jeden zweiten Tag Polizei hier“ war. Das Quartier zwischen Christoph- und Ellwanger Straße ist ein sozialer „Brennpunkt allererster Sahne“.
Das Gebiet zwischen Christophstraße und Ellwanger Straße heißt heute offiziell „Unteres Industriegebiet“.

## Rezeption
1987 berichtete Elsa Sitter in der Heilbronner Stimme in ihrer Serie Menschen am Rande der Stadt über den Lebensalltag im Hawaii und lenkte damit auch wieder den Blick der Öffentlichkeit auf das Problemviertel.
Der Stern berichtete 1987 über Elsa Sitter und „Prostitution, Drogen und Verwahrlosung  …  Stammkunden des Sozialamts  … in einem Heilbronner Slum“. Durch den Artikel im Stern wurde Heilbronn bundesweit bekannt. Auch andere überregionale Zeitungen erzählten Anfang der 1990er Jahre über das besondere Heilbronner Wohngebiet. Die Rhein-Neckar-Zeitung beschreibt 1994 das Wohnviertel als „Paradies für die Drogensüchtigen“ während die Stuttgarter Zeitung es als „Kriminellen-Zentrum mitten in Heilbronn“ bezeichnete.

## Bauwerke
- Das Weingärtnerhaus in der Christophstraße 3 wurde 1876 für den Weingärtner Rudolf Stahl nach Plänen des Ulmer Baumeisters Treu errichtet. Das Erdgeschoss zeigt drei unterschiedlich große Tore und eine massive Quaderung. Mit Kelter, Stall und Futterkammer sowie großem Keller ist das denkmalgeschützte Gebäude das einzige in seiner ursprünglichen Form erhaltene Weingärtnerhaus in Heilbronn. Es ist ein Beispiel für die private Weinproduktion vor dem Zusammenschluss der Weingärtner zu großen Genossenschaften mit einer zentralen großen Kelter. Seit dem Abriss umliegender Bebauung nimmt das inzwischen sanierte und denkmalgeschützte Weingärtnerhaus in der Christophstraße 3 einen prominenten Platz als Eckhaus zur Straße ein.[9]

- Der Handwerkerhof grenzt an die Christophstraße und wurde 1991 für die Ansiedlung von Gewerbebetrieben geschaffen. Er befindet sich auf dem ehemaligen Areal der Sauerkonservenfabrik Manz, das von der Stadt Heilbronn erworben wurde.

- Die Kaffeerösterei Willy Hagen in der Christophstraße 13 befindet sich seit 1994 in dem 1909 erbauten Fabrikgebäude der Schuhmaschinenfabrik Maier-Remshardt. 1994 hatte der Heilbronner Kaffeeröster Hans-Peter Hagen, dessen Rösterei sich seit dem Zweiten Weltkrieg in der nahen Goppeltstraße befand, das leerstehende und verkommene Gebäude der einstigen Schuhmaschinenfabrik in der Christophstraße 13 erworben. Das nach längerem Leerstand komplett sanierte Gebäude wurde 2002 baulich erweitert. Er hat nicht nur die Produktion in das sanierte Gebäude verlegt, sondern dort auch eine Plattform für Kleinkunst geschaffen, wovon weitere Impulse zur Aufwertung der Christophstraße ausgingen.[10]

- 2002 wurde ein Eisenbahnsteg auf Höhe der Goppeltstraße erbaut zur besseren Anbindung an die Läden längs der östlich der Bahnstrecke verlaufenden Neckarsulmer Straße (B 27) und ihrer Querstraßen.

- Das Sülmertor wurde 2014 im Zuge des Ausbaus des Nordastes der Stadtbahn Heilbronn umgebaut und ermöglicht auch eine geänderte Verkehrsführung am Südende der Christophstraße, wo seitdem auch eine Verkehrsanbindung zur Etzelstraße und zur Neckarsulmer Straße besteht.

- Das Neue Probenzentrum des Stadttheater Heilbronn an der Christophstraße 65–69 wird seit 2016 errichtet. Der Neubau entsteht an Stelle des abgebrochenen Wohngebäudeblocks 65–69, der lange Zeit als „Schwerpunkt des Drogenhandels“[5] galt. Auf seinem Spielplatz nebenan lagen Spritzen. Im Rahmen des Sanierungsplans Unteres Industriegebiet wurde der bundesweit bekannte Gebäudeblock abgebrochen.

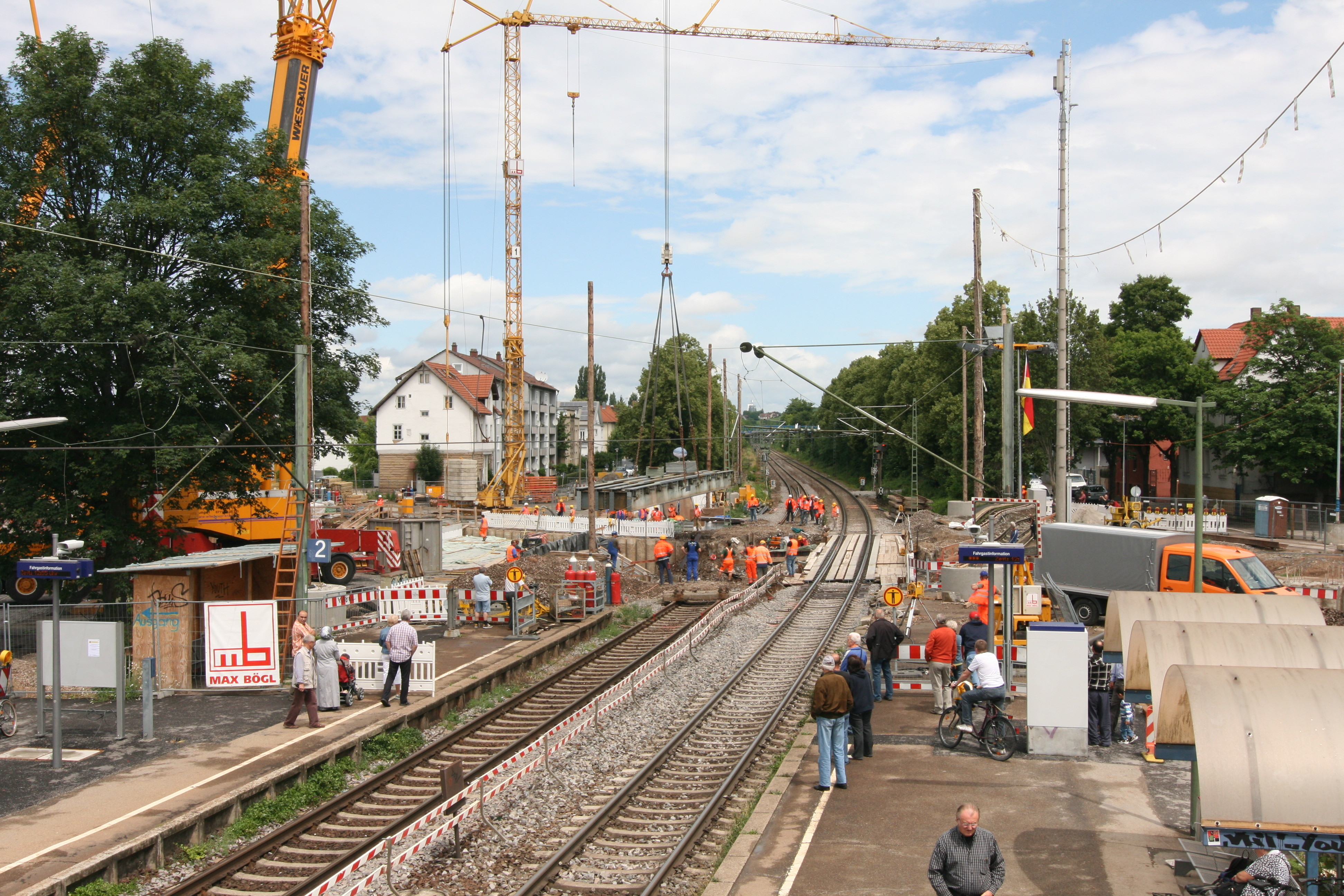
Sülmertor
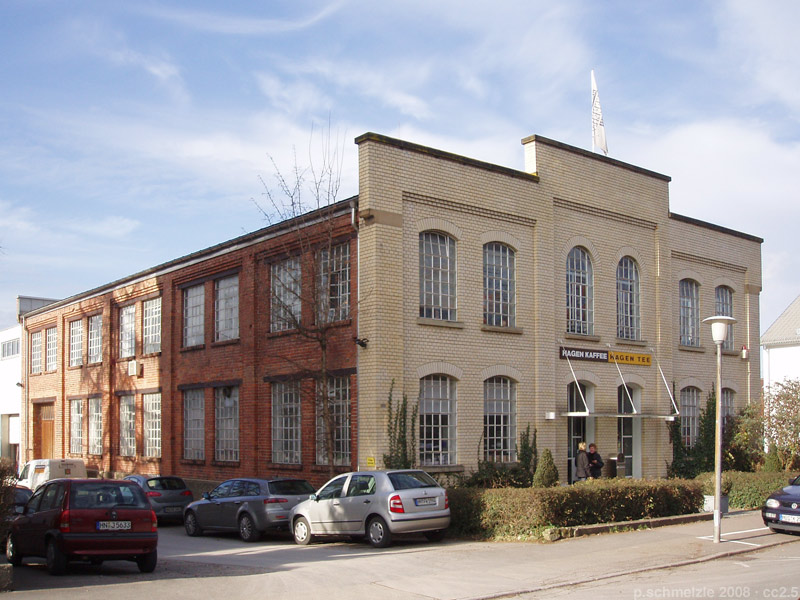
Kaffeerösterei Hagen in der Christophstraße 13 im Gebäude der ehemaligen Schuhmaschinenfabrik Maier-Remshardt
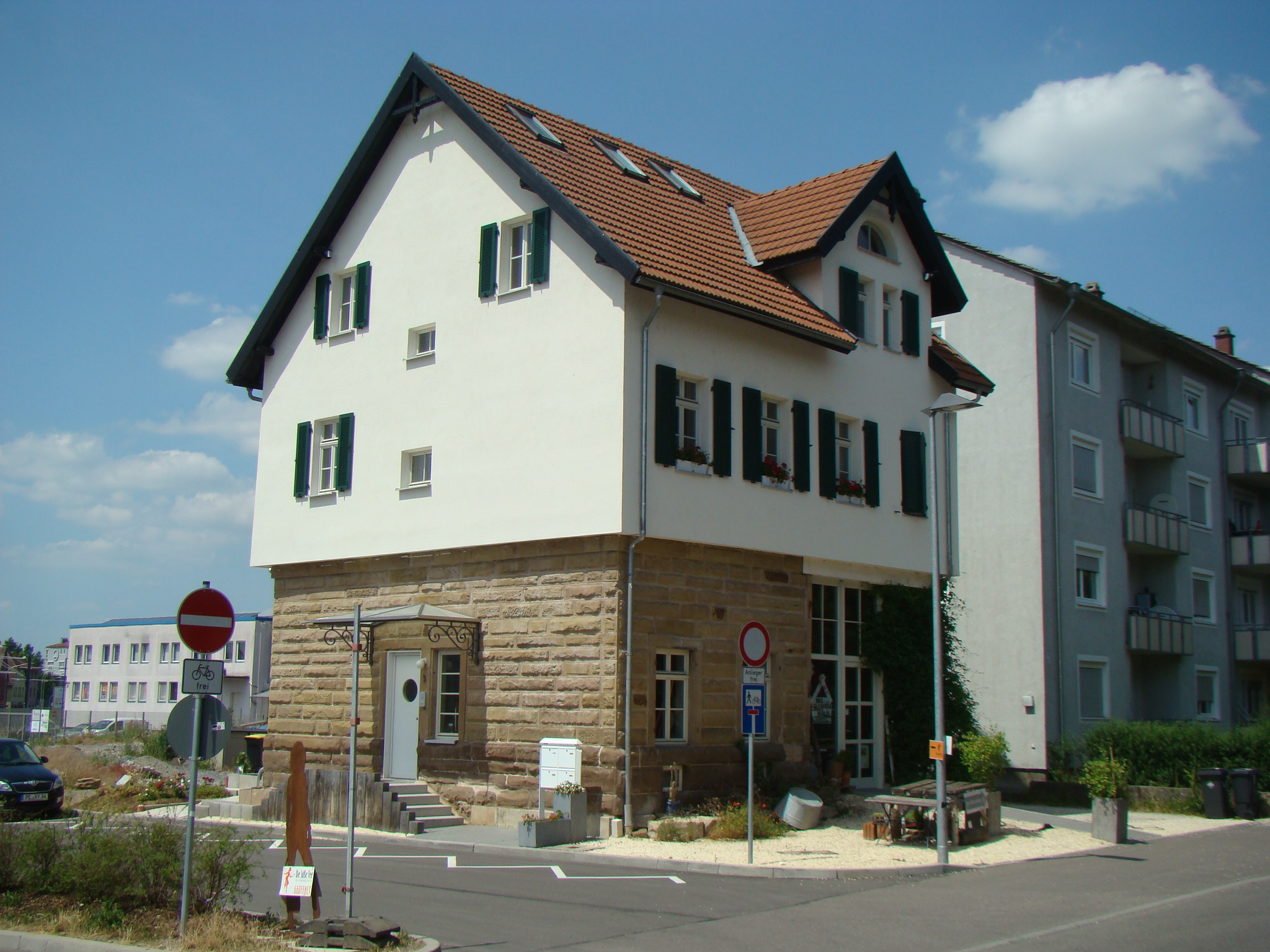
Denkmalgeschütztes Weingärtnerhaus in der Christophstraße 3
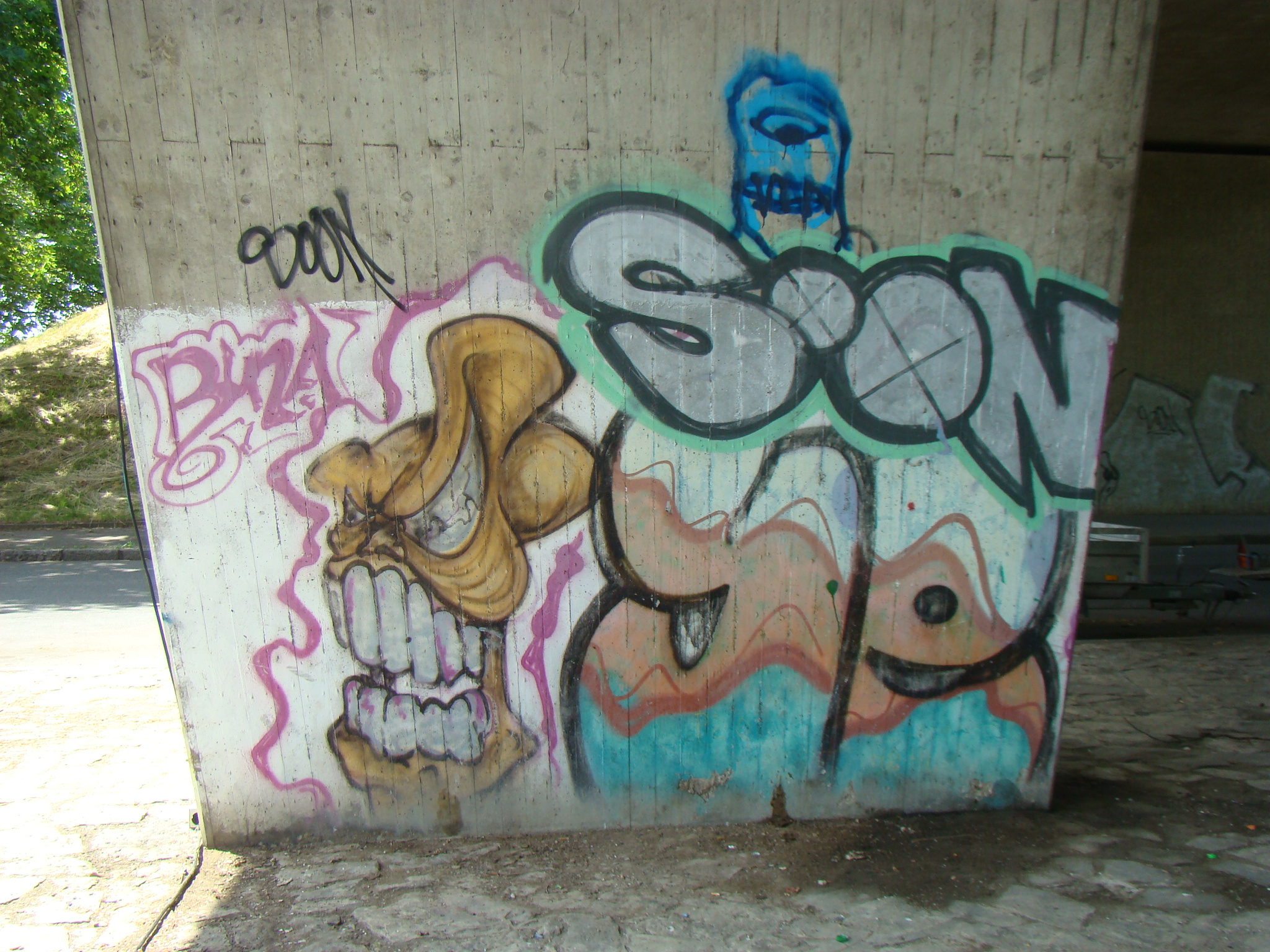
Graffiti in der Christophstraße am Brückenpfeiler der Brücke der Brüggemannstraße